# Ny Dag
Ny Dag var en svensk kommunistisk tidning och huvudorgan för Sveriges kommunistiska parti (efter 1967 Vänsterpartiet kommunisterna), som grundades i december 1929 men utkom med sitt första nummer den 2 januari 1930 och upphörde med utgången den 5 augusti 1990. Ny Dag var en dagstidning fram till 1965, vartefter den utkom två gånger i veckan.
Från 1917 var de svenska kommunisternas huvudorgan Folkets Dagblad Politiken, men vid partisplittringen 1929 togs denna tidning över av "kilbomarna" och blev sedermera huvudorgan för Socialistiska partiet. Ny Dag grundades i Folkets Dagblad Politikens ställe av "sillénarna" inom Sveriges kommunistiska parti i december 1929, och det första numret publicerades den 2 januari 1930.
1940–1943 belades tidningen med transportförbud, något som dock effektivt motarbetades genom illegal spridning. Sin största spridning nådde Ny Dag under de tidiga efterkrigsåren, och 1950 hade tidningen en upplaga på 33 000 ex. Ett tiotal lokala avläggare grundades också, varav de flesta under 1940-talet, men de flesta av dessa lades ner under 1950-talet. Den största av dessa, Arbetartidningen, publicerades i Göteborg från 1929 och uppgick i Ny Dag år 1974, varefter tidningen kallade sig Arbetartidningen Ny Dag. 
Tidningens tre första chefredaktörer blev också de mest namnkunniga, nämligen Hugo Sillén (1929–1934), Gustav Johansson (1934–1959) och C.-H. Hermansson (1959–1964). De följdes av Per Francke (1964–1973), Ingemar Andersson (1973–1988) och Peter Pettersson (1988–1990).
Den 7 februari 1931 utsattes Ny Dags redaktion för ett "revolveröverfall" av Hitlervänliga ungdomar med syfte att kidnappa och misshandla chefredaktör Hugo Sillén, inspirerade av Lapporörelsen i Finland. Den 7 januari 1940  utfördes ett terroristattentat mot tidningen.